# Деку, Брэнсон
Брэнсон ДеКу (англ. Branson DeCou; 20 октября 1892, Филадельфия — 12 декабря 1941, Ист-Ориндж, Нью-Джерси) — американский фотограф и путешественник.

## Биография
Брэнсон родился в Филадельфии, штат Пенсильвания 20 октября 1892 года.
После переезда в Нью-Джерси он поступил в академию Блэр в Блэрстоуне.
Окончив академию в 1910 году, Брэнсон продолжил учёбу в Технологическом институте Стивенсона в Хобокене.
Именно здесь он всерьёз заинтересовался фотографией и, проучившись лишь год, ушёл из института ради путешествий по миру.
В 1915 году ДеКу посетил экспозицию Всемирной выставки в Сан-Франциско, где сделал серию удачных вечерних фотографий.
Американский фото-концерн «Underwood & Underwood» предложил их опубликовать. Успех его фотографий воодушевил Бренсона. С тех пор он начинает путешествовать с фотоаппаратом. Затем начинает проводить лекции о своих путешествиях, используя проектор и одновременно до 150 стеклянных фотопластин (слайдов), раскрашенных американскими художниками вручную, синхронизировав изображения с музыкальными композициями. ДеКу объехал со своим музыкальным фотошоу практически все штаты. Свои выступления он называл «Dream Pictures» и представлял их как «увлекательный новый вид развлечения», и судя по отзывам зрителей, они были чрезвычайно успешны.
Он побывал со съёмками в Италии, Франции, Ирландии, Кубе, северной Африке и др. регионах.
В 1930 году фотограф посетил СССР и сделал несколько фотосерий Москвы, Ленинграда и Ленинградской области. В 1932 году снова посетил Ленинград и Москву, в Москве подвергся ненадолго аресту за подозрительные съёмки в центре города. И наконец в 1933 году приехал снимать юг страны — Крым, Одессу. Эти диапозитивы 3×4 дюйма также были раскрашены. Несколько диапозитивов являлись пересъёмкой старых фотографий России начала XX века.
На одной из фотографий Москвы запечатлён сам Брэнсон, снимающий москвичей.
В марте 1932 года ДеКу вторично женился на Элси Вере Стэнли, вместе с которой он путешествовал и проводил фотолекции. Во время длительных выступлений, рассчитанных на несколько дней, Элси через день подменяла Брэнсона.
Брэнсон ДеКу скончался от сердечного приступа 12 декабря 1941 года в доме своей матери в Нью-Джерси. После его смерти Элси ещё в течение нескольких лет продолжала читать лекции, иллюстрируя их слайдами Брэнсона. Позже фотограф Энсел Адамс, друг Элси, посоветовал ей передать слайды мужа Калифорнийскому университету для их размещения в новом кампусе в Санта-Круз. Жена Брэнсона умерла в 1997 году в возрасте 96 лет.
В августе 1971 года университетская библиотека получила коллекцию Брэнсона, состоящую из около 10 тыс. снимков 3,25 на 4 дюйма, негативов, 48 альбомов с фотографиями, дневников, коробок для хранения слайдов и двух проекторов.

## Галерея слайдов из СССР
- Храм Христа Спасителя в Москве, 1930 г.
- Москва. Тверская застава, примерно 1932 г.
- Москва. Кремль со стороны Большого Каменного моста, 1930 г.
- Москва. Красная площадь, 1932 г.
- Москва. Вид на Москворецкую улицу и Васильевский спуск от Большого Москворецкого моста, 1932 г.
- Москва. Воскресенские (Иверские) ворота,  1930 г.
- Москва. Сухарева башня,  1932 г.
- Москва. Владимирские ворота на Лубянской площади, 1932 год.
- Медный всадник в Ленинграде, примерно 1932 г.
- Ленинград. Вид в сторону Исакиевского собора через реку Нева, примерно 1932 г.
- Ленинград, Ростральная колонна у реки Невы, примерно 1932 г.
- Ленинград. Памятник Николаю I на Исаакиевской пл., примерно 1932 г.
- Ленинград. Распитие спиртных напитков у магазина на Невском проспекте, примерно 1932 г.
- Детское Село (быв. Царское Село, ныне город Пушкин). Янтарная комната, 1930 или 1932 г.
- Деревня под Ленинградом, 1930 или 1932 г.
- Одесская детвора на фоне оперного дома, 1933 г.